# Jordi Cuixart i Navarro

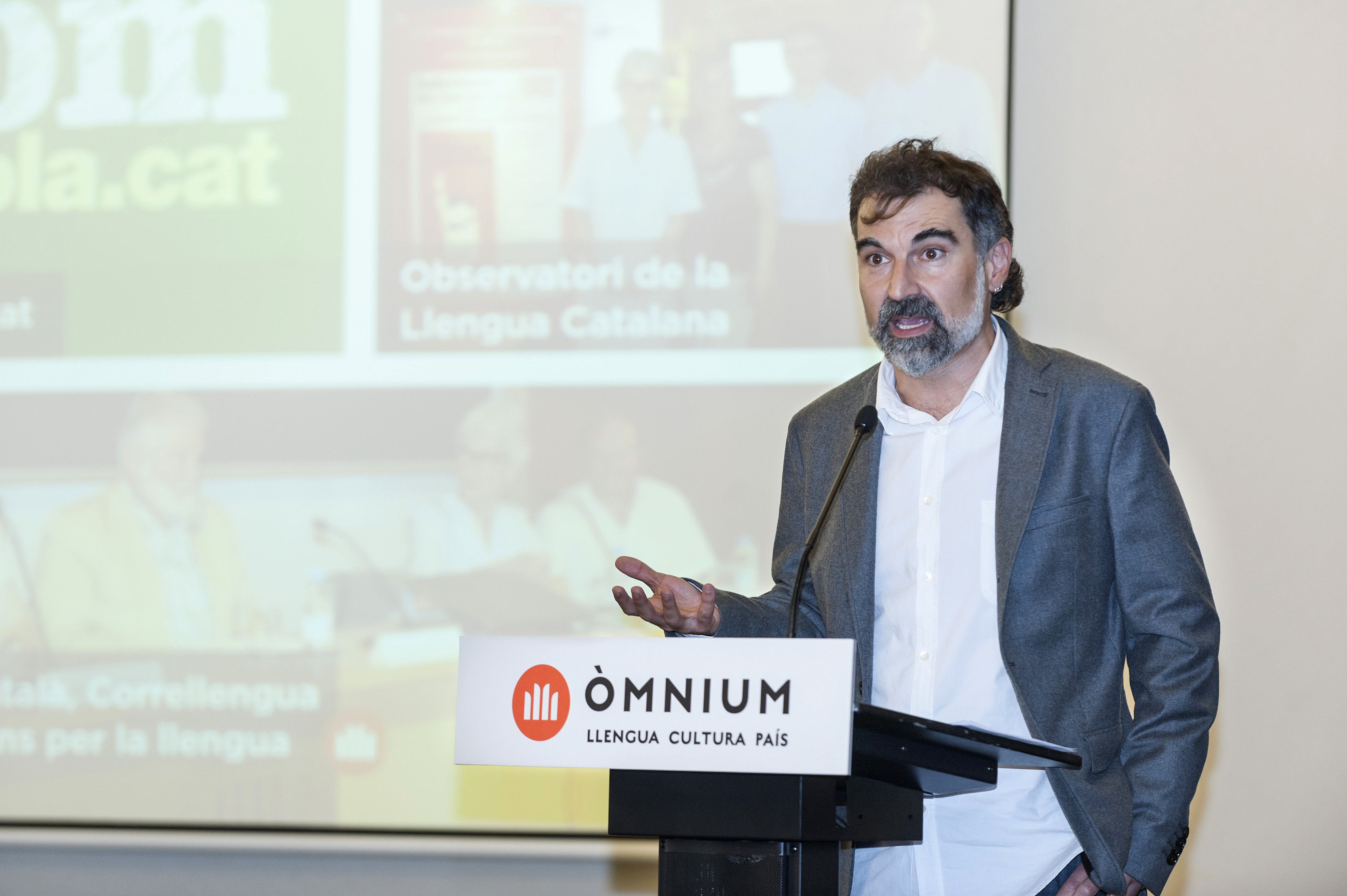
Jordi Cuixart in 2015 op de algemene vergadering van Òmnium

Jordi Cuixart i Navarro (Santa Perpètua de Mogoda, 22 april 1975) is een Catalaans ondernemer en politiek activist. Hij is voorzitter van de culturele organisatie Òmnium Cultural, dat het gebruik van het Catalaans en de Catalaanse cultuur wil bevorderen. In de rechtszaak tegen de leiders van het Catalaanse onafhankelijkheidsproces is hij door het hooggerechtshof voor opstand veroordeeld tot een gevangenisstraf van 9 jaar. Zijn twee jarige gevangenschap in afwachting van de rechtszaak en de uitspraak is door Amnesty International een buiten proportionele beperking van zijn vrijheid van meningsuiting en recht op vergadering genoemd en de organisatie drong bij de Spaanse regering aan op zijn vrijlating.